# София Лихтенштейнская
София Лихтенштейнская — полное имя София Мария Габриэла Пиа фон унд цу Лихтенштейн (нем. Sophie Marie Gabriele Pia von und zu Liechtenstein), (11 июля 1837 — 25 сентября 1899) — принцесса Лихтенштейна и член Княжеского дома Лихтенштейна по рождению. Благодаря браку с Карлом 6-м князем Левенштайн-Вертхайм-Розенберг, София была также княгиней Левенштейн-Вертхайм-Розенберг.

## Биография
София родилась 11 июля 1837 в Вене. Она была третьим ребенком и третьей дочерью в семье князя Лихтенштейна Алоиса II и его жены графини Франциски Кински фон Вхиниц и Теттау. Девочка имела старших сестер Марию и Каролину. Впоследствии у нее появились два младших брата и шестеро сестер.

## Брак и дети
4 мая 1863 года в Вене вышла замуж за Карла Генрих Эрнст Франца немецкого аристократа, князя Левенштайн-Вертхайм-Розенберг. Супруги имели восемь детей:
- Принцесса Франциска Левенштайн-Вертхайм-Розенберг (30 марта 1864, Клайнхойбах — 12 апреля 1930, Дюссельдорф), францисканка
- Принцесса Адельгейда Левенштайн-Вертхайм-Розенберг (17 июля 1865, Клайнхойбах — 6 сентября 1941, Прага), вышла замуж в 1889 году за графа Адальберта Иосифа Шенборна (1854—1924)
- Принцесса Агнесса Левенштайн-Вертхайм-Розенберг (22 декабря 1866, Клайнхойбах — 23 января 1954, Остерхаут), бенедиктинка
- Иосиф, наследный принц Левенштайн-Вертхайм-Розенберг (11 апреля 1868, Клайнхойбах — 15 февраля 1870, Рим)
- Принцесса Мария-Терезия Левенштайн-Вертхайм-Розенберг (4 января 1870, Рим — 17 января 1935, Вена), вышла замуж в 1893 году за своего двоюродного брата Мигеля, герцога Браганса (1853—1927), претендента на трон Португалии
- Алоис, 7-й князь Левенштайн-Вертхайм-Розенберг (15 сентября 1871, Клайнхойбах — 25 января 1952 замок Броннбах), женат с 1898 года на графине Жозефине Кински фон Вхиниц унд Теттау (1874—1946)
- Принцесса Анна Левенштайн-Вертхайм-Розенберг (28 сентября 1873, Клайнхойбах — 27 июня 1936, Вена), вышла замуж в 1897 году за князя Феликса фон Шварценберга (1867—1946)
- Принц Иоганн Кристиан Левенштайн-Вертхайм-Розенберг (29 августа 1880, Клайнхойбах — 18 мая 1956, Ньюпорт), женат с 1917 года на графине Луизе Александре фон Бернсторфф (1888—1971).